# Liturgusa cursor
Liturgusa cursor es una especie de mantis de la familia Hymenopodidae.

## Distribución geográfica
Se encuentra en Costa Rica y Panamá.